# Porta Latina
Porta Latina è una delle porte che si aprono nelle Mura Aureliane di Roma.

## Storia e descrizione

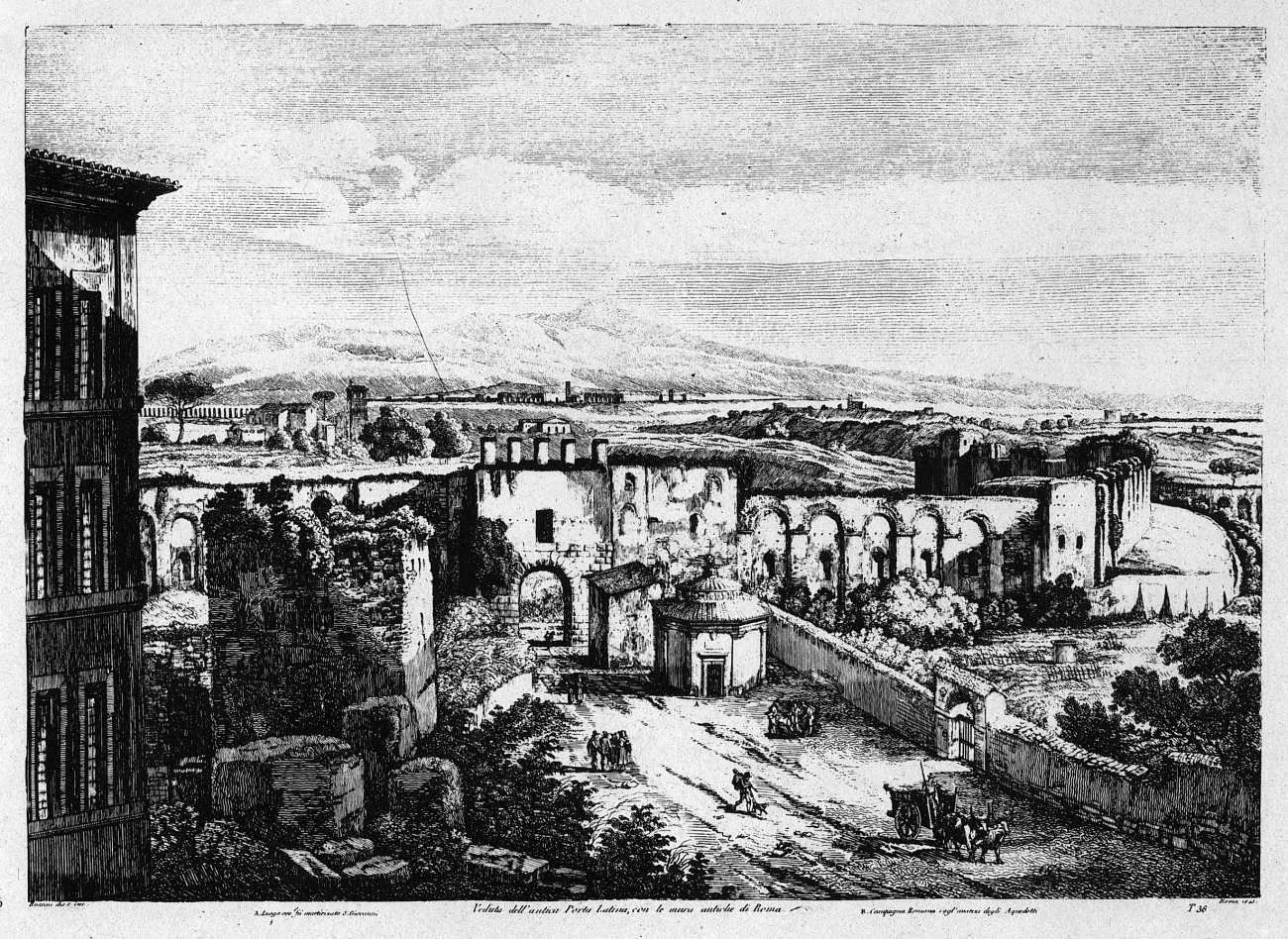
Luigi Rossini: Porta Latina (incisione).

È tra le più imponenti e meglio conservate tra le porte originali dell'intera cerchia muraria e il suo nome deriva da quello dell'omonima via che la attraversa e che, in epoca romana, era la strada per giungere fino a Capua. All'interno della città iniziava dall'antica Porta Capena delle mura serviane, e subito dopo si divideva, appunto, in via Latina e via Appia, per ricongiungersi di nuovo dopo Capua. I filologi del XIV secolo riferiscono di una leggenda (il cui elemento più evidente è l'anacronismo della stessa) secondo la quale il nome deriverebbe dal fatto che qui si sarebbe nascosto (latens, appunto) il dio Saturno, in fuga dopo essere stato detronizzato dal figlio Giove. Dal XIII secolo è attestato anche il nome di Porta Libera, di cui però non si ha più traccia dal XVIII secolo a favore della definizione “classica” di Porta Latina.
La struttura della porta, che non ha subito interventi tali da alterare sensibilmente l'aspetto originario, è probabilmente sempre stata ad una sola arcata, che all'epoca della ristrutturazione della cerchia cittadina operata dall'imperatore Onorio nel 401-403  venne sensibilmente ridotta, unica tra le porte aureliane, da circa 4,20 m di larghezza per 6,55 di altezza (la traccia della dimensione originale è ancora visibile) agli attuali 3,73 per 5,65, probabilmente per motivi difensivi. Al centro dell'arco, sul lato esterno, è tuttora visibile il monogramma di Costantino, mentre sul lato opposto è incisa una croce di San Giovanni o di Malta. Questi due simboli, unitamente all'assoluta mancanza di resti di iscrizioni di epoca onoriana, inducono alcuni studiosi a propendere per l'ipotesi che il restauro possa essere di epoca successiva.
L'intero edificio, merlato, è affiancato da due torri a pianta semicircolare fornite di feritoie; quella sul lato Ovest fu però interamente riedificata da Onorio e in seguito restaurata in epoca medievale. Ma anche l'altra subì un rimaneggiamento di un certo rilievo: lo dimostra la presenza delle feritoie per gli arcieri anziché i finestroni per le baliste, come nelle torri originarie di Aureliano, e in più, la base della torre ha una pianta diversa dall'alzato.
All'epoca onoriana risale anche il rifacimento in travertino della facciata, nella quale vennero aperte, in corrispondenza della camera di manovra, cinque finestre ad arco, che furono però di nuovo chiuse abbastanza presto, già nel VI secolo. L'accesso alla camera di manovra  era consentito attraverso una porticina, tuttora esistente e funzionante, sul lato interno della torre di destra. Come era consueto per le porte di una certa importanza, la chiusura esterna era a saracinesca, mentre quella interna a due battenti. Il cortile fortificato interno, con  la relativa controporta, non esiste più.

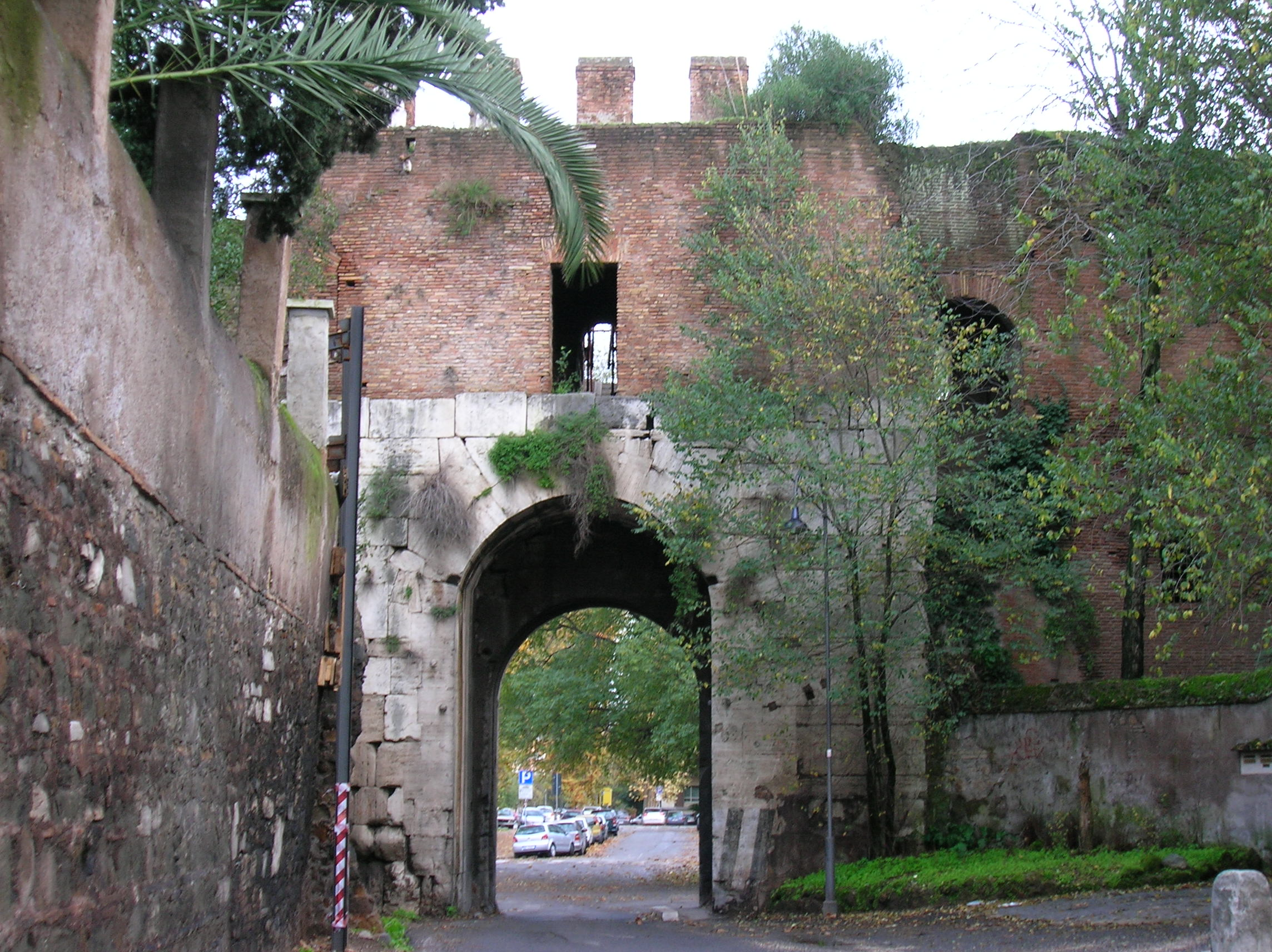
Porta Latina - facciata interna

Già dal V secolo e almeno fino al XV, è attestato come prassi normale l'istituto della concessione in appalto o della vendita a privati delle porte cittadine e della riscossione del pedaggio per il relativo transito. È del 1217 (quando i pontefici, in pieno contrasto col Comune di Roma, avevano ormai il controllo amministrativo sulle gabelle di quasi tutte le porte) una bolla di papa Onorio III con la quale veniamo informati che i proventi del pedaggio della porta erano devoluti alla chiesa di San Tommaso in Formis.
In un documento del 1467 è riportato un bando che specifica le modalità di vendita all'asta delle porte cittadine per un periodo di un anno. Da un documento del 1474 apprendiamo che il prezzo d'appalto per le porte Latina e Appia insieme era pari a ”fiorini 39, sollidi 31, den. 4 per sextaria” (“rata semestrale”); si trattava di un prezzo non altissimo, e non eccessivo doveva essere quindi anche il traffico cittadino per le due porte, sufficiente comunque per poter assicurare un congruo guadagno al compratore. Guadagno che era regolamentato da precise tabelle che riguardavano la tariffa di ogni tipo di merce, ma che era abbondantemente arrotondato da abusi di vario genere, a giudicare dalla quantità di gride, editti e minacce che venivano emessi. L'importanza dell'accesso dovette però crescere sensibilmente in quell'epoca, se nel 1532 il prezzo della sola porta Latina era salito a ”centoventi fiorini, dieci salme di legna e dieci di fieno”, come stabilito in un documento in cui il papa Clemente VII la concede in appalto a tal Innocenzo Mancini.
Non molto fortunata, la porta fu chiusa per interramento prima dal re Ladislao di Napoli nel 1408, insieme alla Porta Asinaria, durante l'occupazione della città (ma fu riaperta dopo solo quattro mesi), poi nel 1576 e nel 1656 in occasione, per entrambe le circostanze, di una pestilenza (grave in quasi tutta Italia la seconda). In quest'ultima circostanza trascuratezza o lungaggini burocratiche la tennero chiusa per ben 13 anni, fino all'intervento risolutore del cardinal Giulio Gabrielli che il 5 maggio 1669 la fece riaprire con una solenne cerimonia.
Ma a parte le epidemie, un valido motivo del declino della porta fu la progressiva perdita d'importanza della via Latina a favore della vicina via Appia, né la vicinanza dell'importante Chiesa di San Giovanni a Porta Latina riuscì a frenarne la crisi. Restauri del XVII secolo, testimoniati dagli stemmi dei papi Pio II, Urbano VIII e Alessandro VII posti nelle immediate vicinanze, non risollevarono le sorti della porta, che rimase definitivamente chiusa per quasi tutto l'800 (dal 1808, tranne alcuni mesi nel 1827) e venne riaperta solo nel 1911, dopo essere riuscita a bloccare anche le truppe italiane che, nel settembre 1870, avevano tentato di aprire qui, prima ancora che a Porta Pia, una breccia.